# José Pérides
José Pérides (18 aprile 1935) è un ex calciatore portoghese, di ruolo centrocampista.

## Carriera

### Nazionale
Ha collezionato 2 presenze con la maglia della Nazionale.

## Statistiche

### Presenze e reti in Nazionale
| Cronologia completa delle presenze e delle reti in nazionale ― Portogallo | Cronologia completa delle presenze e delle reti in nazionale ― Portogallo | Cronologia completa delle presenze e delle reti in nazionale ― Portogallo | Cronologia completa delle presenze e delle reti in nazionale ― Portogallo | Cronologia completa delle presenze e delle reti in nazionale ― Portogallo | Cronologia completa delle presenze e delle reti in nazionale ― Portogallo | Cronologia completa delle presenze e delle reti in nazionale ― Portogallo | Cronologia completa delle presenze e delle reti in nazionale ― Portogallo |
| Data                                                                      | Città                                                                     | In casa                                                                   | Risultato                                                                 | Ospiti                                                                    | Competizione                                                              | Reti                                                                      | Note                                                                      |
| ------------------------------------------------------------------------- | ------------------------------------------------------------------------- | ------------------------------------------------------------------------- | ------------------------------------------------------------------------- | ------------------------------------------------------------------------- | ------------------------------------------------------------------------- | ------------------------------------------------------------------------- | ------------------------------------------------------------------------- |
| 08-10-1961                                                                | Lussemburgo                                                               | Lussemburgo                                                               | 4 – 2                                                                     | Portogallo                                                                | Qual. Mondiali 1962                                                       | -                                                                         |                                                                           |
| 25-10-1961                                                                | Wembley                                                                   | Inghilterra                                                               | 2 – 0                                                                     | Portogallo                                                                | Qual. Mondiali 1962                                                       | -                                                                         |                                                                           |
| Totale                                                                    |                                                                           | Presenze                                                                  | 2                                                                         |                                                                           | Reti                                                                      | 0                                                                         |                                                                           |

## Palmarès

### Club

#### Competizioni internazionali
- Coppa delle Coppe: 1

Sporting Lisbona: 1963-1964